# Franz Jelačić von Bužim

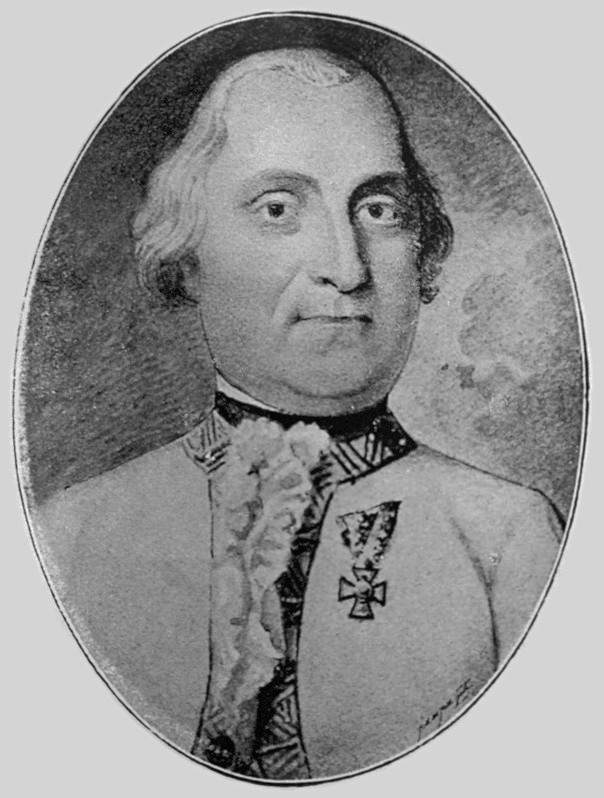
Franjo Jelačić Bužimski

Franz Jelačić von Bužim (kroatisch Franjo Jelačić Bužimski), Freiherr (* 1746 in Petrinja (Petrinia), Kroatien; † 4. Februar 1810 Zalaapáti (auch Szala Apáthy), Ungarn) war ein kroatischer Adliger, österreichischer Feldmarschallleutnant und Ritter des Maria Theresien-Ordens aus der Familie Jelačić.
Er begann seine militärische Ausbildung 1763, wurde 1772 Hauptmann, 1783 Major, wohnte 1789 als Oberstleutnant dem russisch-Österreichischen Türkenkrieg bei, war seit 1794 Oberst und Kommandant des kroatischen Scharfschützenkorps und zeichnete sich bei der Rheinarmee und 1796 unter dem Erzherzog Karl bei Würzburg und Aschaffenburg aus. Zum Generalmajor befördert, behauptete er sich am 22. und 23. März 1799 in der Schlacht bei Feldkirch gegen Oudinot und Masséna. Im Oktober avancierte er zum Feldmarschall-Leutnant und zum Divisionär in Petrovaradin (Peterwardein), nachher in Karlovac (Karlstadt). Bei dem Ausbruch des Kriegs von 1805 erhielt er ein Kommando in Tirol mit der Weisung, Vorarlberg zu verteidigen, wurde aber in die Folgen der Schlacht von Elchingen verwickelt und musste sich mit dem Rest seines Korps am 14. November an General Mathieu unter Marschall Augereau ergeben. Deshalb pensioniert, wurde er 1808 als Divisionär zu Zagreb (Agram) wieder in Aktivität gesetzt und machte bis Ende Mai den Feldzug von 1809 in der Steiermark mit, schied aber bald wieder aus dem Dienst aus und starb am 4. Februar 1810 in Zalaapáti im Komitat Zala.

## Leben

### Eintritt in die Armee
Der Spross der kroatischen Adelsfamilie Jelačić trat jung, am 1. Januar 1763, in das erste Banat-Regiment, in welchem er in neun Jahren, 1772 Hauptmann, 1783 Major und 1789 Oberstleutnant wurde. Im Russisch-Österreichischen Türkenkrieg machte Jelačić mit dem Regiment die Expedition in das türkische Kroatien mit und tat sich 1790 bei der Schlacht von Cetingrad und dem Blockhause zu Ljubina (Lyubina), welches die Türken mit Übermacht angriffen, hervor. Im September 1791 wurde Jellačić zu dem Oguliner Grenz-Regiment übersetzt.

### Kampf gegen die Franzosen
Am 1. Mai 1794 zum Oberst befördert, erhielt er das Kommando des im genannten Jahre errichteten Scharfschützenkorps, welches zur Armee an den Rhein beordert wurde. Hier wurde sein Name bald unter den Tapfersten der Tapferen genannt. Am 15. Mai 1794 zeichnete er sich bei Wüllen aus, wo er die bereits vom Feinde genommene Position zurückerkämpfte. Am 23. Mai dieses Jahres war es sein Heldenmut, welcher den Rückzug der k.u.k. Armee vor gänzlicher Auflösung bewahrte. Sein Beispiel, als er trotz der andringenden feindlichen Truppen allein standhielt und den fliehenden Scharfschützen zurief, ihren Oberst doch nicht zu verlassen, wirkte auf die Leute; sie sammelten sich um ihn und machten es ihm nun möglich, dem Gegner sich entgegenzustellen und ihn aufzuhalten.
Noch zeichnete sich Jelačić bei Meißenheim (8. Dezember), bei St. Wendel an der Blies (31. Mai 1796) aus, wo er acht Offiziere und 200 Mann gefangen nahm, in der Schlacht von Würzburg und im Treffen bei Aschaffenburg aus, in welchem letzterem er besonders geschickt die erste Abteilung der Avantgarde führte. Im Februar 1797 wurde Jelačić in Anerkennung seiner Verdienste zum Generalmajor befördert. Als solcher erhielt Jelačić eine Brigade in Italien. Hier war ihm das Waffenglück weniger hold, und von Massena geschlagen, konnte er seine Vereinigung mit Suwarow nicht bewerkstelligen.

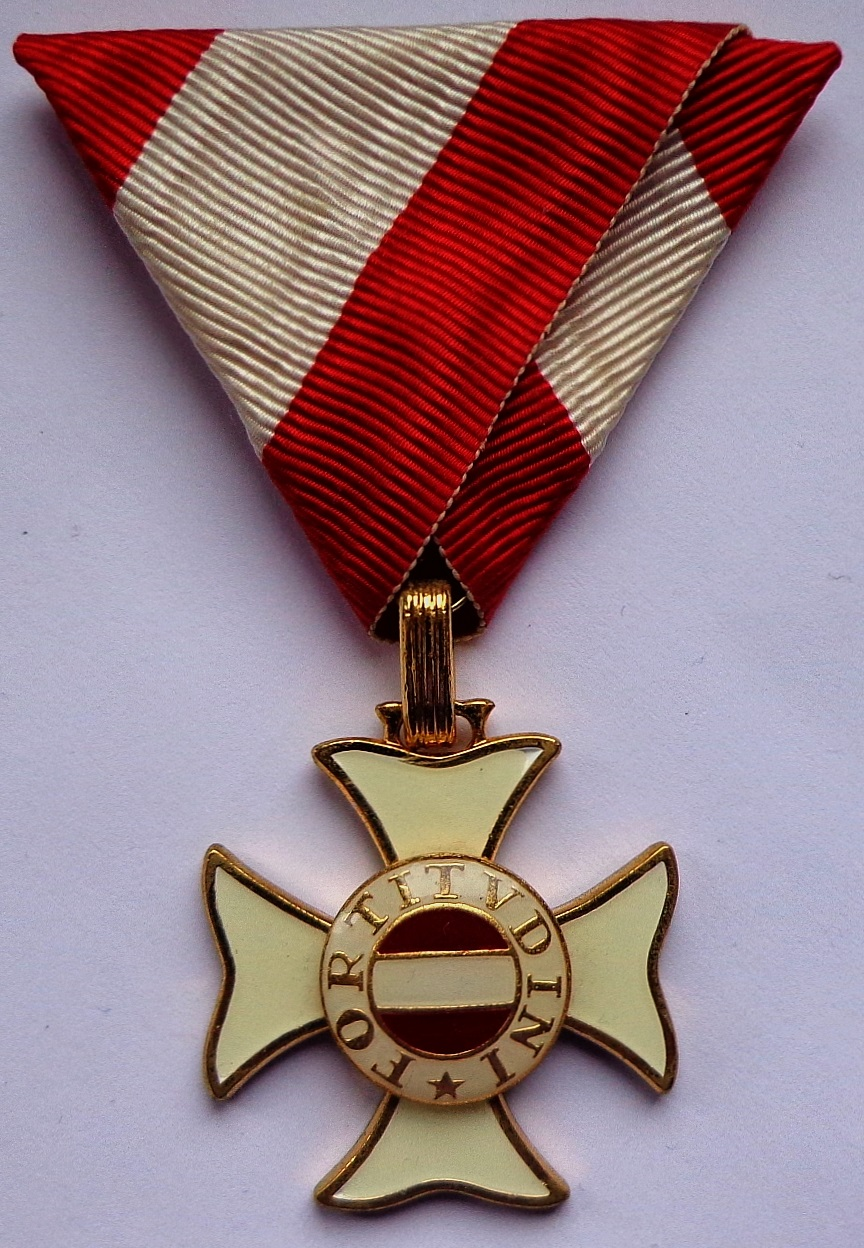
Ritterkreuz des Militär-Maria-Theresien-Ordens

Doch bald wetzte er diese Scharte aus, und zusätzlich durch seine heldenmütige Verteidigung Feldkirchs in Vorarlberg, wo er die ganze Macht des Generals Charles Nicolas Oudinot, der bereits über die Ill gesetzt hatte, zurückwarf und die ersten Abteilungen des Feindes in den Fluss sprengte, eben so den zweiten Angriff, in welchen Massena neue Truppen führte (22./23. März 1799), entschieden zurückwies und den Feind zum Rückzug über den Rhein bis an die Graubündner Grenze nötigte. Für diese Waffentat erhielt Jelačić in der 54. Promotion am 6. April 1799 das Ritterkreuz des Maria Theresien-Ordens.
Einige Wochen später zogen der Prinz von Lothringen, Fürst Reuss, Jelačić, Hotze, und Graf Bey mit ihren Truppen unter der Leitung von Erzherzog Karl von Süddeutschland kommend gegen die Stadt Zürich, welche die Truppen Massena besetzt hielten. Ab 1. Juni erfolgten die ersten erfolgreichen Angriffe. Auf die Nacht vom 5. zum 6. Juni plante Erzherzog Karl einen Überraschungsangriff. Massena kam dem zuvor und verhandelte einen unbehelligten Abzug aus der Stadt Zürich, welcher noch in derselben Nacht erfolgte und bis zum frühen Nachmittag andauerte. Mit diesem Sieg der Österreicher endete am 6. März die erste Schlacht von Zürich erfolgreich.

### Erneuter Einsatz gegen die Franzosen
Nach dem Friedensschluss, im Oktober 1800, zum Feldmarschallleutnant ernannt, wurde Jelačić Divisionär zuerst in Petrovaradin (Peterwardein) und dann in Karlovac (Karlstadt). Beim Ausbruch des Krieges im Jahr 1805 befehligte Jelačić Anfang September 21 Bataillone und 6 Schwadronen bei Innsbruck und Imst und hatte Macks linke Flanke zu decken. Während er zu diesem Zwecke die nötigen Dispositionen traf, erhielt er plötzlich Befehl, mit seinem ganzen Korps nach Ulm aufzubrechen, wo er am 8. Oktober ankam und die Stadt und die umliegenden Höhen besetzte. Da der Feind mit bedeutender Macht anrückte und dessen Einfall in Vorarlberg zu besorgen war, erhielt Jelačić Befehl, von Ulm aufzubrechen, an die Grenzen Vorarlbergs zu marschieren, während des Marsches alle Brücken über die Ill zu zerstören und die Besatzung von Memmingen an sich zu ziehen. Aber der Feind hatte die Ill bereits überschritten und den Weg nach Memmingen blockier. Die Besatzung von Memmingen hatte sich bereits am 14. Oktober ergeben.
Jelačić zog sich nun nach Isny, Wangen im Allgäu und Ravensburg zurück, um in dieser Stellung die Ereignisse bei Ulm abzuwarten und die in Bregenz und Feldkirch aufgehäuften Vorräte gegen den Feind zu beschützen. Aber die Waffenerfolge des Feindes waren so rasch, die an Jelačić überschickten Befehle so unklar, und durch Memmingens Fall sein Korps so schwach, dass, als ihm der Rückzug durch das Vinschgau anbefohlen wurde, er sich außer Stande sah, diesen Befehl auszuführen. Bald ward es ihm auch unmöglich, dem aus Tirol sich zurückziehenden Erzherzog Johann zu folgen. Seine Absicht nun, sich in Vorarlberg zu halten und sich von da im schlimmsten Falle einen Weg durch Schwaben nach Böhmen zu öffnen, wurde durch die rasch aufeinanderfolgenden Bewegungen des Feindes, der schon am 13. November Bregenz angriff, vereitelt.
Jelačić zog sich nun nach Hohenembs zurück; jede Vereinigung aber nach irgendeiner Seite hin war schon unmöglich. Er berief sofort einen Kriegsrat, der einstimmig für eine ehrenvolle Kapitulation entschied, auf welche auch am 14. November General Mathieu einging, worauf dem Feldmarschall-Leutnant Jelačić mit dem Rest seiner Truppen, 4.000 Mann, der freie Abzug nach Böhmen gestattet wurde, wo sie vom 4. bis 7. Dezember dem kaiserlichen Vorpostenkommandanten übergeben wurden. Diesen Misserfolgen ist die bald darauf ausgesprochene Versetzung in den Ruhestand Jelačić's zuzuschreiben; doch trat er im Jahre 1809 wieder in Aktivität und befehligte im Feldzug desselben Jahres eine Division, hielt Salzburg besetzt, lieferte am 25. Mai 1809 dem Vizekönig Beauharnais bei St. Michael ein unglückliches Treffen und bewerkstelligte die Vereinigung seiner restlichen Einheiten mit der Armee des Erzherzogs Johann in Graz. Schließlich führte er noch am 14. Juni zusammen mit Frimont den rechten Flügel in der Schlacht bei Raab.
Als er darauf in den Ruhestand trat und sich nach Szala Apathy zurückzog, starb er schon nach wenigen Monaten im Alter von 64 Jahren. Seit dem Jahre 1802 war er Inhaber des im Jahre 1788 errichteten Infanterie-Regiments Nr. 62, später Infanterie-Regiment Nr. 62 „Ludwig III. König von Bayern“.

## Familie
Jelačić heiratete Anna Portner von Höflein (* 10. Mai 1774; † 28. Nov. 1838), eine Enkelin des Generals Vincenz von Knežević. Seine Söhne waren Georg Jelačić von Bužim, Anton Jelačić von Bužim und Joseph Jelačić von Bužim. Letzterer wurde k. k. Feldzeugmeister und gilt in Kroatien als Nationalheld.